# Noorwegen op het Eurovisiesongfestival 2005
Noorwegen nam deel aan het Eurovisiesongfestival 2005 in Kiev (Oekraïne). Het was de 44ste keer dat Noorwegen deelnam aan het Eurovisiesongfestival. NRK was verantwoordelijk voor de Noorse bijdrage voor de editie van 2005.

## Selectie procedure
Net zoals hun vorige deelname, koos men er weer voor om een nationale finale te organiseren.
Deze vond plaats in de Spektrum Arena in Oslo op 5 maart 2005 en werd gepresenteerd door Ivar Dyrhaug.
In totaal deden er acht artiesten mee aan deze finale en de winnaar werd gekozen door televoting .
Er waren 2 stemronden. In de eerste ronde werden de beste 4 liedjes geselecteerd waarna deze onderling uitmaakten wie naar Kiev mocht.
| Volgorde | Artiest            | Lied                  | Lyrics (l) / Music (m)                                                         | Plaats      |
| -------- | ------------------ | --------------------- | ------------------------------------------------------------------------------ | ----------- |
| 1        | Jorun Erdal        | "I Am Rock 'n' Roll"  | Claes Andreasson (m & l), Torbjörn Wasenius (m & l), Tommy Denander (m & l)    | Super Final |
| 2        | Cheezy Keys        | "Feel The Beat"       | Kim Arne Hagen (m & l), Hans Petter Moen (m & l), Morten Bergheim (l)          | Super Final |
| 3        | Andreea            | "Kingdom Come"        | Tom Steinar-Hansen (m & l), Ole Henrik Antonsen (m & l), Lars Aass (m & l)     | Out         |
| 4        | Kathrine Strugstad | "Velvet Blue"         | Arve Furset (m), Gerard James Borg (l)                                         | Out         |
| 5        | Jahn Teigen        | "My Heart Is My Home" | Jahn Teigen (m & l), Anita Skorgan (m & l), Jan Vincents Johannessen (l)       | Super Final |
| 6        | Blissed            | "You Are The One"     | Mikael Gunnerås (m & l), Magnus Lindquist (m & l), Magdalena Lindström (m & l) | Out         |
| 7        | Seppo              | "Can You Hear Me"     | Tor Endresen (m), Are Selheim (l)                                              | Out         |
| 8        | Wig Wam            | "In My Dreams"        | Trond "Teeny" Holter (m & l)                                                   | Super Final |

| Lied                  | Artiest     | Songwriter(s)                                                               | Televoting regio's | Televoting regio's | Televoting regio's | Televoting regio's | Televoting regio's | Totaal | Plaats |
| Lied                  | Artiest     | Songwriter(s)                                                               | Centraal-Noorwegen | West-Noorwegen     | Noord-Noorwegen    | Zuid-Noorwegen     | Oost-Noorwegen     | Totaal | Plaats |
| --------------------- | ----------- | --------------------------------------------------------------------------- | ------------------ | ------------------ | ------------------ | ------------------ | ------------------ | ------ | ------ |
| "I Am Rock 'n' Roll"  | Jorun Erdal | Claes Andreasson (m & l), Torbjörn Wasenius (m & l), Tommy Denander (m & l) | 10,127             | 12,292             | 4,740              | 9,774              | 27,220             | 64,153 | 2      |
| "Feel The Beat"       | Cheezy Keys | Kim Arne Hagen (m & l), Hans Petter Moen (m & l), Morten Bergheim (l)       | 6,906              | 9,113              | 4,020              | 8,086              | 23,610             | 51,735 | 3      |
| "My Heart Is My Home" | Jahn Teigen | Jahn Teigen (m & l), Anita Skorgan (m & l), Jan Vincents Johannessen (l)    | 5,242              | 8,481              | 3,865              | 8,550              | 21,888             | 48,026 | 4      |
| "In My Dreams"        | Wig Wam     | Trond "Teeny" Holter (m & l)                                                | 10,064             | 11,928             | 5,744              | 13,548             | 34,383             | 75,667 | 1      |

## In Kiev
In Oekraïne moest men in de halve finale aantreden als 13de net na Estland en voor Roemenië. Na de stemming bleek dat Noorwegen de zesde plaats had behaald met 164 punten. Dit was genoeg om de finale te halen.
Men ontving 3 keer het maximum van de punten.
België en Nederland hadden allebei 2 punten over voor deze inzending.
In de finale moest men aantreden als 5de net na Roemenië en voor Turkije. Na de stemming bleek dat Noorwegen de negende plaats had behaald met 125 punten. 
Men ontving 3 keer het maximum van de punten.
België en Nederland hadden allebei 3 punten over voor deze inzending.

### Gekregen punten

#### Halve Finale
| 12 punten                        | 10 punten                                     | 8 punten            | 7 punten                                                                            | 6 punten                                  |
| -------------------------------- | --------------------------------------------- | ------------------- | ----------------------------------------------------------------------------------- | ----------------------------------------- |
| - Denemarken - Finland - IJsland | - Ierland                                     | - Moldavië - Zweden | - Bosnië en Herzegovina - Israël - Polen - Roemenië - Verenigd Koninkrijk           | - Estland - Letland - Litouwen - Oekraïne |
| 5 punten                         | 4 punten                                      | 3 punten            | 2 punten                                                                            | 1 punt                                    |
| - Wit-Rusland - Zwitserland      | - Cyprus - Griekenland - Servië en Montenegro | - Malta - Slovenië  | - Albanië - België - Bulgarije - Noord-Macedonië - Oostenrijk - Nederland - Turkije | - Portugal                                |

#### Finale
| 12 punten                                | 10 punten                                        | 8 punten                                                      | 7 punten                         | 6 punten                         |
| ---------------------------------------- | ------------------------------------------------ | ------------------------------------------------------------- | -------------------------------- | -------------------------------- |
| - Denemarken - Finland - IJsland         |                                                  | - Estland - Polen - Zweden                                    |                                  | - Letland - Oekraïne             |
| 5 punten                                 | 4 punten                                         | 3 punten                                                      | 2 punten                         | 1 punt                           |
| - Litouwen - Malta - Verenigd Koninkrijk | - Wit-Rusland - Griekenland - Ierland - Slovenië | - België - Bosnië en Herzegovina - Cyprus - Moldavië - Spanje | - Andorra - Servië en Montenegro | - Bulgarije - Israël - Nederland |

### Punten gegeven door Noorwegen

#### Halve Finale
Punten gegeven in de halve finale:
| 12 punten | Denemarken  |
| 10 punten | Finland     |
| 8 punten  | IJsland     |
| 7 punten  | Roemenië    |
| 6 punten  | Hongarije   |
| 5 punten  | Polen       |
| 4 punten  | Kroatië     |
| 3 punten  | Letland     |
| 2 punten  | Zwitserland |
| 1 punt    | Moldavië    |

#### Finale
Punten gegeven in de finale:
| 12 punten | Denemarken            |
| 10 punten | Malta                 |
| 8 punten  | Letland               |
| 7 punten  | Bosnië en Herzegovina |
| 6 punten  | Roemenië              |
| 5 punten  | Israël                |
| 4 punten  | Griekenland           |
| 3 punten  | Zwitserland           |
| 2 punten  | Kroatië               |
| 1 punt    | Zweden                |

1960 · 1961 · 1962 · 1963 · 1964 · 1965 · 1966 · 1967 · 1968 · 1969 · 1970 · 1971 · 1972 · 1973 · 1974 · 1975 · 1976 · 1977 · 1978 · 1979 · 1980 · 1981 · 1982 · 1983 · 1984 · 1985 · 1986 · 1987 · 1988 · 1989 · 1990 · 1991 · 1992 · 1993 · 1994 · 1995 · 1996 · 1997 · 1998 · 1999 · 2000 · 2001 · 2002 · 2003 · 2004 · 2005 · 2006 · 2007 · 2008 · 2009 · 2010 · 2011 · 2012 · 2013 · 2014 · 2015 · 2016 · 2017 · 2018 · 2019 · 2020 · 2021 · 2022 · 2023 · 2024 · 2025